# Ertan Gürkan
Ertan Gürkan (* 1937) ist ein ehemaliger türkischer Fußballspieler.

## Karriere
Gürkan begann seine Karriere 1957 bei Altay Izmir. Für Altay spielte der Mittelfeldspieler in sechs Jahren 135 Ligaspiele. 1965 wechselte er zu Galatasaray Istanbul und beendete seine Karriere im nachfolgenden Sommer.

## Erfolg
Galatasaray Istanbul
- Türkischer Fußballpokal: 1966